# Microcarrier
Microcarrier (auch microcarrier beads, deutsch etwa ‚Mikroträgerperlen‘) sind in der Zellkultur und Biotechnologie meist kugelförmige Wachstumssubstrate für die Produktion von adhärenten Zellen in Bioreaktoren in größeren Mengen (in 3D-Zellkultur) oder von daraus gewonnenen rekombinanten Proteinen.

## Eigenschaften
Microcarrier haben typischerweise einen Durchmesser von 0,1 – 0,3 Millimetern. Dadurch haben sie im Vergleich zur Monolayer-Zellkultur in Zellkulturflaschen oder -schalen (2D-Zellkultur) ein deutlich höheres Oberflächen-Volumen-Verhältnis und eine vielfach erhöhte Ausbeute. Die Vorteile gegenüber der 2D-Zellkultur liegen in:
- Skalierbarkeit
- Computer-steuerbare Kulturbedingungen
- Geringerer Platzverbrauch
- Geringerer Arbeitsaufwand
- eine natürlichere Umgebung, die eine Zelldifferenzierung fördert

Es gibt von der Kugelform abweichende Formen. Die Dichte der Microcarrier liegt knapp über der des Zellkulturmediums, wodurch sie nur langsam absinken und durch Zentrifugation vom Medium getrennt werden können. Die für Microcarrier am häufigsten verwendete Zelllinie sind Vero-Zellen. Für eine therapeutische Anwendung im Menschen werden oftmals biologisch abbaubare Microcarrier verwendet. Die Rührgeschwindigkeit im Bioreaktor wird so gewählt, dass die Zellen mit Nährstoffen versorgt werden (je schneller, desto weniger Diffusionsgradienten) und wenig störende Kräfte auftreten (je langsamer, desto weniger Schäden).
| Name               | Größe (μm) | Dichte (g/mL) | Material                                                      |
| ------------------ | ---------- | ------------- | ------------------------------------------------------------- |
| Cytodex-1          | 60–87      | 1,03          | Dextranperlen mit positiv-geladenen Diethylaminoethylgruppen  |
| Cytodex-2          | 60–87      | 1,04          | Dextranperlen mit N,N,N-Trimethyl-2-hydroxyaminopropylgruppen |
| Cytodex-3          | 60–87      | 1,04          | Dextranperlen mit Oberfläche aus vernetzter porciner Gelatine |
| Cytopore 1         | 200–280    | 1,03          | Cellulose                                                     |
| CultiSpher G       | 130–380    | 1,04          | Vernetzte porcine Gelatine                                    |
| CultiSpher S       | 130–380    | 1,04          | Vernetzte porcine Gelatine                                    |
| Hillex             | 150–210    | 1,1           | Dextran-Matrix mit Oberflächenbehandlung                      |
| Beschichtetes Glas | 90–150     | 1,05          | Glas                                                          |

## Geschichte
Der erste Microcarrier wurde 1967 von A. L. van Wezel verwendet und bestand aus Diethylaminoethyl–Sephadex A50 (vernetztes DEAE-Dextran). In Folge sind zahlreiche andere Materialien entwickelt worden, wie zunächst DEAE-Dextran, Glas, Polystyrol und Polyacrylamid, aber die Anhaftungsquote der Zellen war vergleichsweise niedrig. Synthetische Polymere zeigten ein langsameres Wachstum durch geringere Anzahl an Zellkontakten. Ab den 1980er Jahren wurden poröse Microcarrier entwickelt, die eine höhere Zelldichte ermöglichen und vor allem weniger von Außen einwirkende Kräfte und Kollisionen mit sich brachten, insbesondere weniger Scherkräfte, weniger Strömungswiderstand an den Zellen, weniger Reibung und weniger Druckunterschiede. Darunter sind viele auf Basis von Biopolymeren wie Kollagen, Gelatine, Chitin und -derivate sowie Cellulose, Seide, Fibrin, Alginat und Agarose, Hyaluronsäure, Chondroitinsulfat und extrazelluläre Matrizen. Diese sind zudem biokompatibel, wodurch sie in vivo eingesetzt werden können.